# Dimentica (Pino Daniele)
Dimentica è un singolo del cantautore italiano Pino Daniele, pubblicato il 15 maggio 2009 come secondo estratto dall'EP Electric Jam.